# Ducado de Hernani
El ducado de Hernani es un título nobiliario español, con grandeza de España originaria y de carácter hereditario, creado por el rey Alfonso XIII mediante real decreto del 22 de enero de 1914 y real despacho del 11 de agosto siguiente, en favor de Manfredo Luis de Borbón y Bernaldo de Quirós, hijo segundo de Luis de Jesús de Borbón y Borbón, i duque de Ánsola, y de su esposa Ana Germana Bernaldo de Quirós y Muñoz, i marquesa de Atarfe.
El concesionario sucedió después como iii duque de Ánsola (por muerte de su hermano Luis Alfonso de Borbón) y ii marqués de Atarfe (al fallecimiento de su madre), ambos títulos también con grandeza. Fue diputado y procurador en Cortes, gobernador de la Liga de Sociedades de la Cruz Roja y miembro de su Consejo de Gobernadores, caballero del Toisón de Oro, bailío gran cruz de honor y devoción de la Orden de Malta y presidente de su Asamblea Española, maestrante de Granada, gran-cruz de la Real y Distinguida Orden Española de Carlos III y gran-cruz de la Orden de la Beneficencia y de las portuguesas Real Orden Militar de Nuestro Señor Jesús Cristo y Real Orden Militar de San Benito de Avís, comendador de la Orden Nacional de la Legión de Honor francesa, medalla de oro y gran placa de la Cruz Roja Española, etc.

## Denominación
La denominación alude a la villa y municipio vasco de Hernani, en la provincia de Guipúzcoa.

## Duques de Hernani
|                           | Titular                                      | Periodo                   |
| Creación por Alfonso XIII | Creación por Alfonso XIII                    | Creación por Alfonso XIII |
| ------------------------- | -------------------------------------------- | ------------------------- |
| i                         | Manfredo Luis de Borbón y Bernaldo de Quirós | 1914-1979                 |
| ii                        | Margarita de Borbón y Borbón-Dos Sicilias    | 1981-actual titular       |

## Historia de los duques de Hernani

### Concesionario
El título fue creado en favor de: 
• Manfredo Luis de Borbón y Bernaldo de Quirós (1889-1979), i duque de Hernani y iii de Ánsola, ii marqués de Atarfe, tres veces grande de España. Fue diputado y procurador en Cortes, gobernador de la Liga de Sociedades de la Cruz Roja y miembro de su Consejo de Gobernadores, caballero del Toisón de Oro, bailío gran cruz de honor y devoción de la Orden de Malta y presidente de su Asamblea Española, maestrante de Granada, grandes cruces de las Órdenes de Carlos III y de la Beneficencia y de las portuguesas de Cristo y Avís, comendador de la Legión de Honor francesa, medalla de oro y gran placa de la Cruz Roja Española, etc.
Casó dos veces: primera con Leticia Santa Marina y Romero, y en segundas nupcias con María Teresa Mariátegui y Arteaga, quien le sobrevivió hasta 1996 y heredó sus bienes, dama gran cruz de honor y devoción de la Orden de Malta, hija de Jaime Mariátegui y Pérez de Barradas, grande de España, x conde de Quintana de las Torres, y de María Josefa de Arteaga y Echagüe, su mujer, xv marquesa de La Guardia, de los duques del Infantado. Sin descendencia de ninguno de sus matrimonios. En el ducado de Ánsola le sucedió su sobrino segundo Juan Walford y de Borbón, iii duque de Marchena. El marquesado de Atarfe lo había cedido en vida a su sobrino carnal Javier Méndez de Vigo y del Arco (hijo de un hermano uterino).

### Designación de sucesora
Manfredo de Borbón no tuvo descendencia, por lo que en virtud de la facultad que para ello le asistía como concesionario, en su testamento designó por sucesora en el ducado de Hernani a la infanta Margarita de Borbón y Borbón, hermana menor del rey Juan Carlos I, para que pudiera transmitirlo a sus descendientes, habida cuenta de que el ducado de Soria (que ya usaba por entonces la infanta aunque no le fue reconocido hasta 1981) no era hereditario.

### Actual titular
En 1981, por designación del concesionario, sucedió su pariente lejana
• La infanta Margarita de Borbón y Borbón-Dos Sicilias, ii duquesa de Hernani, duquesa de Soria (título de la Casa Real). Está casada con Carlos Zurita y Delgado y tienen dos hijos, que por serlo de una infanta poseen la dignidad de grandes de España:
1. Alfonso Juan Carlos Zurita y Borbón (Madrid, 9 de agosto de 1973). Soltero y sin descendencia.
2. María Sofía Emilia Carmen Zurita y Borbón (Madrid, 16 de septiembre de 1975). Soltera y con un hijo habido por inseminación artificial.[1]

## Línea sucesoria
- Manfredo de Borbón y Bernaldo de Quirós, i duque de Hernani (1889-1979)
- Infanta Margarita de Borbón y Borbón, ii duquesa de Hernani (n. 1939)
  -  (1). Alfonso Juan Carlos Zurita y Borbón (n. 1973)
  -  (2). María Sofía Emilia Zurita y Borbón (n. 1975)
    - (3). Carlos de Zurita y Borbón (n. 2018)

## Pleito y polémica por la sucesión del primer duque
La sucesión del título en 1979 a favor de la infanta Margarita fue pacífica, pero años después se entablaron una serie de pleitos iniciados por Francisco Javier Méndez de Vigo y del Arco (1920-2013), que era sobrino carnal del primer duque y le sucedió por cesión como iii marqués de Atarfe. Hijo de su hermano uterino Manuel Méndez de Vigo y Bernaldo de Quirós (1892-1938), nacido del segundo matrimonio de la i marquesa de Atarfe, y de María del Consuelo del Arco y Cubas, su mujer, de los condes de Arcentales. Impulsó y siguió estos pleitos su hijo el abogado Luis Alfonso Méndez de Vigo y Pérez-Seoane, quien agitó una gran polémica pública y en 2002 fue condenado por injurias al rey.
Los Méndez de Vigo impugnaban el testamento de su tío Manfredo, que consideraban falso, y reclamaban la sucesión del ducado de Hernani como parientes más propincuos del concesionario, pero el Tribunal Supremo confirmó a la infanta como poseedora del título, en virtud de la libertad de designación de sucesor que asiste a los concesionarios de mercedes nobiliarias que no tengan descendencia.

## Árbol genealógico
| Duques de Hernani       |
| ----------------------- |
| Titulares Pretendientes |

|                                                                          |                                                                          |                                                                          |                                                                          |                                                                          |                                                                          |                                                                   |                                                                   | Carlos III de España (1716-1788)                                                                                | | | | | |  |  |                                                                             |                                                                             |                                                                             |                                                                             |                                                                             |                                                                             |  |  | | | | | | |                                                                  |                                                                  |                                                                                        |                                                                                        |                                                                                        |                                                                                        |                                                                                        |                                                                                        |                                   |                                   |                                   |                                   |  |  |  |  |  |  |  |  |  |  |  |  |  |  |  |  |  |  |  |  |
|                                                                          |                                                                          |                                                                          |                                                                          |                                                                          |                                                                          |                                                                   |                                                                   | | | | | | |  |  |                                                                             |                                                                             |                                                                             |                                                                             |                                                                             |                                                                             |  |  | | | | | | |                                                                  |                                                                  |                                                                                        |                                                                                        |                                                                                        |                                                                                        |                                                                                        |                                                                                        |                                   |                                   |                                   |                                   |  |  |  |  |  |  |  |  |  |  |  |  |  |  |  |  |  |  |  |  |
|                                                                          |                                                                          |                                                                          |                                                                          |                                                                          |                                                                          |                                                                   |                                                                   | | | | | | |  |  |                                                                             |                                                                             |                                                                             |                                                                             |                                                                             |                                                                             |  |  | | | | | | |                                                                  |                                                                  |                                                                                        |                                                                                        |                                                                                        |                                                                                        |                                                                                        |                                                                                        |                                   |                                   |                                   |                                   |  |  |  |  |  |  |  |  |  |  |  |  |  |  |  |  |  |  |  |  |
|                                                                          |                                                                          | Carlos IV de España (1748-1819)                                          | Carlos IV de España (1748-1819)                                          | Carlos IV de España (1748-1819)                                          | Carlos IV de España (1748-1819)                                          | Carlos IV de España (1748-1819)                                   | Carlos IV de España (1748-1819)                                   | | | | | | |  |  | Gabriel de Borbón, infante de España (1752-1788)                            | Gabriel de Borbón, infante de España (1752-1788)                            | Gabriel de Borbón, infante de España (1752-1788)                            | Gabriel de Borbón, infante de España (1752-1788)                            | Gabriel de Borbón, infante de España (1752-1788)                            | Gabriel de Borbón, infante de España (1752-1788)                            |  |  | | | | | | |                                                                  |                                                                  |                                                                                        |                                                                                        |                                                                                        |                                                                                        |                                                                                        |                                                                                        |                                   |                                   |                                   |                                   |  |  |  |  |  |  |  |  |  |  |  |  |  |  |  |  |  |  |  |  |
|                                                                          |                                                                          | Carlos IV de España (1748-1819)                                          | Carlos IV de España (1748-1819)                                          | Carlos IV de España (1748-1819)                                          | Carlos IV de España (1748-1819)                                          | Carlos IV de España (1748-1819)                                   | Carlos IV de España (1748-1819)                                   | | | | | | |  |  | Gabriel de Borbón, infante de España (1752-1788)                            | Gabriel de Borbón, infante de España (1752-1788)                            | Gabriel de Borbón, infante de España (1752-1788)                            | Gabriel de Borbón, infante de España (1752-1788)                            | Gabriel de Borbón, infante de España (1752-1788)                            | Gabriel de Borbón, infante de España (1752-1788)                            |  |  | | | | | | |                                                                  |                                                                  |                                                                                        |                                                                                        |                                                                                        |                                                                                        |                                                                                        |                                                                                        |                                   |                                   |                                   |                                   |  |  |  |  |  |  |  |  |  |  |  |  |  |  |  |  |  |  |  |  |
|                                                                          |                                                                          | Fernando VII de España (1784-1833)                                       | Fernando VII de España (1784-1833)                                       | Fernando VII de España (1784-1833)                                       | Fernando VII de España (1784-1833)                                       | Fernando VII de España (1784-1833)                                | Fernando VII de España (1784-1833)                                | | | | | | |  |  | Pedro Carlos de Borbón, infante de España y Portugal (1786-1812)            | Pedro Carlos de Borbón, infante de España y Portugal (1786-1812)            | Pedro Carlos de Borbón, infante de España y Portugal (1786-1812)            | Pedro Carlos de Borbón, infante de España y Portugal (1786-1812)            | Pedro Carlos de Borbón, infante de España y Portugal (1786-1812)            | Pedro Carlos de Borbón, infante de España y Portugal (1786-1812)            |  |  | | | | | | |                                                                  |                                                                  |                                                                                        |                                                                                        |                                                                                        |                                                                                        |                                                                                        |                                                                                        |                                   |                                   |                                   |                                   |  |  |  |  |  |  |  |  |  |  |  |  |  |  |  |  |  |  |  |  |
|                                                                          |                                                                          | Fernando VII de España (1784-1833)                                       | Fernando VII de España (1784-1833)                                       | Fernando VII de España (1784-1833)                                       | Fernando VII de España (1784-1833)                                       | Fernando VII de España (1784-1833)                                | Fernando VII de España (1784-1833)                                | | | | | | |  |  | Pedro Carlos de Borbón, infante de España y Portugal (1786-1812)            | Pedro Carlos de Borbón, infante de España y Portugal (1786-1812)            | Pedro Carlos de Borbón, infante de España y Portugal (1786-1812)            | Pedro Carlos de Borbón, infante de España y Portugal (1786-1812)            | Pedro Carlos de Borbón, infante de España y Portugal (1786-1812)            | Pedro Carlos de Borbón, infante de España y Portugal (1786-1812)            |  |  | | | | | | |                                                                  |                                                                  |                                                                                        |                                                                                        |                                                                                        |                                                                                        |                                                                                        |                                                                                        |                                   |                                   |                                   |                                   |  |  |  |  |  |  |  |  |  |  |  |  |  |  |  |  |  |  |  |  |
|                                                                          |                                                                          | Isabel II de España (1830-1904)                                          | Isabel II de España (1830-1904)                                          | Isabel II de España (1830-1904)                                          | Isabel II de España (1830-1904)                                          | Isabel II de España (1830-1904)                                   | Isabel II de España (1830-1904)                                   | | | | | | |  |  | Sebastián Gabriel de Borbón, infante de España y Portugal (1811-1875)       | Sebastián Gabriel de Borbón, infante de España y Portugal (1811-1875)       | Sebastián Gabriel de Borbón, infante de España y Portugal (1811-1875)       | Sebastián Gabriel de Borbón, infante de España y Portugal (1811-1875)       | Sebastián Gabriel de Borbón, infante de España y Portugal (1811-1875)       | Sebastián Gabriel de Borbón, infante de España y Portugal (1811-1875)       |  |  | | | | | | |                                                                  |                                                                  |                                                                                        |                                                                                        |                                                                                        |                                                                                        |                                                                                        |                                                                                        |                                   |                                   |                                   |                                   |  |  |  |  |  |  |  |  |  |  |  |  |  |  |  |  |  |  |  |  |
|                                                                          |                                                                          | Isabel II de España (1830-1904)                                          | Isabel II de España (1830-1904)                                          | Isabel II de España (1830-1904)                                          | Isabel II de España (1830-1904)                                          | Isabel II de España (1830-1904)                                   | Isabel II de España (1830-1904)                                   | | | | | | |  |  | Sebastián Gabriel de Borbón, infante de España y Portugal (1811-1875)       | Sebastián Gabriel de Borbón, infante de España y Portugal (1811-1875)       | Sebastián Gabriel de Borbón, infante de España y Portugal (1811-1875)       | Sebastián Gabriel de Borbón, infante de España y Portugal (1811-1875)       | Sebastián Gabriel de Borbón, infante de España y Portugal (1811-1875)       | Sebastián Gabriel de Borbón, infante de España y Portugal (1811-1875)       |  |  | | | | | | |                                                                  |                                                                  |                                                                                        |                                                                                        |                                                                                        |                                                                                        |                                                                                        |                                                                                        |                                   |                                   |                                   |                                   |  |  |  |  |  |  |  |  |  |  |  |  |  |  |  |  |  |  |  |  |
|                                                                          |                                                                          | Alfonso XII de España (1857-1885)                                        | Alfonso XII de España (1857-1885)                                        | Alfonso XII de España (1857-1885)                                        | Alfonso XII de España (1857-1885)                                        | Alfonso XII de España (1857-1885)                                 | Alfonso XII de España (1857-1885)                                 | | | | | | |  |  | Luis de Jesús de Borbón, i duque de Ánsola (1864-1889)                      | Luis de Jesús de Borbón, i duque de Ánsola (1864-1889)                      | Luis de Jesús de Borbón, i duque de Ánsola (1864-1889)                      | Luis de Jesús de Borbón, i duque de Ánsola (1864-1889)                      | Luis de Jesús de Borbón, i duque de Ánsola (1864-1889)                      | Luis de Jesús de Borbón, i duque de Ánsola (1864-1889)                      |  |  | | | Ana Germana Bernaldo de Quirós, i marquesa de Atarfe (1866-1934)                                                  | Ana Germana Bernaldo de Quirós, i marquesa de Atarfe (1866-1934)                                                  | Ana Germana Bernaldo de Quirós, i marquesa de Atarfe (1866-1934)                                                  | Ana Germana Bernaldo de Quirós, i marquesa de Atarfe (1866-1934)                                                  | Ana Germana Bernaldo de Quirós, i marquesa de Atarfe (1866-1934) | Ana Germana Bernaldo de Quirós, i marquesa de Atarfe (1866-1934) |                                                                                        |                                                                                        |                                                                                        |                                                                                        | Manuel Méndez de Vigo (1858-1959)                                                      | Manuel Méndez de Vigo (1858-1959)                                                      | Manuel Méndez de Vigo (1858-1959) | Manuel Méndez de Vigo (1858-1959) | Manuel Méndez de Vigo (1858-1959) | Manuel Méndez de Vigo (1858-1959) |  |  |  |  |  |  |  |  |  |  |  |  |  |  |  |  |  |  |  |  |
|                                                                          |                                                                          | Alfonso XII de España (1857-1885)                                        | Alfonso XII de España (1857-1885)                                        | Alfonso XII de España (1857-1885)                                        | Alfonso XII de España (1857-1885)                                        | Alfonso XII de España (1857-1885)                                 | Alfonso XII de España (1857-1885)                                 | | | | | | |  |  | Luis de Jesús de Borbón, i duque de Ánsola (1864-1889)                      | Luis de Jesús de Borbón, i duque de Ánsola (1864-1889)                      | Luis de Jesús de Borbón, i duque de Ánsola (1864-1889)                      | Luis de Jesús de Borbón, i duque de Ánsola (1864-1889)                      | Luis de Jesús de Borbón, i duque de Ánsola (1864-1889)                      | Luis de Jesús de Borbón, i duque de Ánsola (1864-1889)                      |  |  | | | Ana Germana Bernaldo de Quirós, i marquesa de Atarfe (1866-1934)                                                  | Ana Germana Bernaldo de Quirós, i marquesa de Atarfe (1866-1934)                                                  | Ana Germana Bernaldo de Quirós, i marquesa de Atarfe (1866-1934)                                                  | Ana Germana Bernaldo de Quirós, i marquesa de Atarfe (1866-1934)                                                  | Ana Germana Bernaldo de Quirós, i marquesa de Atarfe (1866-1934) | Ana Germana Bernaldo de Quirós, i marquesa de Atarfe (1866-1934) |                                                                                        |                                                                                        |                                                                                        |                                                                                        | Manuel Méndez de Vigo (1858-1959)                                                      | Manuel Méndez de Vigo (1858-1959)                                                      | Manuel Méndez de Vigo (1858-1959) | Manuel Méndez de Vigo (1858-1959) | Manuel Méndez de Vigo (1858-1959) | Manuel Méndez de Vigo (1858-1959) |  |  |  |  |  |  |  |  |  |  |  |  |  |  |  |  |  |  |  |  |
|                                                                          |                                                                          |                                                                          |                                                                          |                                                                          |                                                                          |                                                                   |                                                                   | | | | | | |  |  |                                                                             |                                                                             |                                                                             |                                                                             |                                                                             |                                                                             |  |  | | | | | | |                                                                  |                                                                  |                                                                                        |                                                                                        |                                                                                        |                                                                                        |                                                                                        |                                                                                        |                                   |                                   |                                   |                                   |  |  |  |  |  |  |  |  |  |  |  |  |  |  |  |  |  |  |  |  |
|                                                                          |                                                                          |                                                                          |                                                                          |                                                                          |                                                                          |                                                                   |                                                                   | | | | | | |  |  |                                                                             |                                                                             |                                                                             |                                                                             |                                                                             |                                                                             |  |  | | | | | | |                                                                  |                                                                  |                                                                                        |                                                                                        |                                                                                        |                                                                                        |                                                                                        |                                                                                        |                                   |                                   |                                   |                                   |  |  |  |  |  |  |  |  |  |  |  |  |  |  |  |  |  |  |  |  |
|                                                                          |                                                                          | Alfonso XIII de España (1886-1941)                                       | Alfonso XIII de España (1886-1941)                                       | Alfonso XIII de España (1886-1941)                                       | Alfonso XIII de España (1886-1941)                                       | Alfonso XIII de España (1886-1941)                                | Alfonso XIII de España (1886-1941)                                | | | | | | |  |  | Luís Alfonso de Borbón y Bernaldo de Quirós, ii duque de Ánsola (1887-1942) | Luís Alfonso de Borbón y Bernaldo de Quirós, ii duque de Ánsola (1887-1942) | Luís Alfonso de Borbón y Bernaldo de Quirós, ii duque de Ánsola (1887-1942) | Luís Alfonso de Borbón y Bernaldo de Quirós, ii duque de Ánsola (1887-1942) | Luís Alfonso de Borbón y Bernaldo de Quirós, ii duque de Ánsola (1887-1942) | Luís Alfonso de Borbón y Bernaldo de Quirós, ii duque de Ánsola (1887-1942) |  |  | Manfredo de Borbón y Bernaldo de Quirós i duque de Hernani, iii duque de Ánsola, ii marqués de Atarfe (1889-1979) | Manfredo de Borbón y Bernaldo de Quirós i duque de Hernani, iii duque de Ánsola, ii marqués de Atarfe (1889-1979) | Manfredo de Borbón y Bernaldo de Quirós i duque de Hernani, iii duque de Ánsola, ii marqués de Atarfe (1889-1979) | Manfredo de Borbón y Bernaldo de Quirós i duque de Hernani, iii duque de Ánsola, ii marqués de Atarfe (1889-1979) | Manfredo de Borbón y Bernaldo de Quirós i duque de Hernani, iii duque de Ánsola, ii marqués de Atarfe (1889-1979) | Manfredo de Borbón y Bernaldo de Quirós i duque de Hernani, iii duque de Ánsola, ii marqués de Atarfe (1889-1979) |                                                                  |                                                                  | Manuel Méndez de Vigo y Bernaldo de Quirós (1892-1938)                                 | Manuel Méndez de Vigo y Bernaldo de Quirós (1892-1938)                                 | Manuel Méndez de Vigo y Bernaldo de Quirós (1892-1938)                                 | Manuel Méndez de Vigo y Bernaldo de Quirós (1892-1938)                                 | Manuel Méndez de Vigo y Bernaldo de Quirós (1892-1938)                                 | Manuel Méndez de Vigo y Bernaldo de Quirós (1892-1938)                                 |                                   |                                   |                                   |                                   |  |  |  |  |  |  |  |  |  |  |  |  |  |  |  |  |  |  |  |  |
|                                                                          |                                                                          | Alfonso XIII de España (1886-1941)                                       | Alfonso XIII de España (1886-1941)                                       | Alfonso XIII de España (1886-1941)                                       | Alfonso XIII de España (1886-1941)                                       | Alfonso XIII de España (1886-1941)                                | Alfonso XIII de España (1886-1941)                                | | | | | | |  |  | Luís Alfonso de Borbón y Bernaldo de Quirós, ii duque de Ánsola (1887-1942) | Luís Alfonso de Borbón y Bernaldo de Quirós, ii duque de Ánsola (1887-1942) | Luís Alfonso de Borbón y Bernaldo de Quirós, ii duque de Ánsola (1887-1942) | Luís Alfonso de Borbón y Bernaldo de Quirós, ii duque de Ánsola (1887-1942) | Luís Alfonso de Borbón y Bernaldo de Quirós, ii duque de Ánsola (1887-1942) | Luís Alfonso de Borbón y Bernaldo de Quirós, ii duque de Ánsola (1887-1942) |  |  | Manfredo de Borbón y Bernaldo de Quirós i duque de Hernani, iii duque de Ánsola, ii marqués de Atarfe (1889-1979) | Manfredo de Borbón y Bernaldo de Quirós i duque de Hernani, iii duque de Ánsola, ii marqués de Atarfe (1889-1979) | Manfredo de Borbón y Bernaldo de Quirós i duque de Hernani, iii duque de Ánsola, ii marqués de Atarfe (1889-1979) | Manfredo de Borbón y Bernaldo de Quirós i duque de Hernani, iii duque de Ánsola, ii marqués de Atarfe (1889-1979) | Manfredo de Borbón y Bernaldo de Quirós i duque de Hernani, iii duque de Ánsola, ii marqués de Atarfe (1889-1979) | Manfredo de Borbón y Bernaldo de Quirós i duque de Hernani, iii duque de Ánsola, ii marqués de Atarfe (1889-1979) |                                                                  |                                                                  | Manuel Méndez de Vigo y Bernaldo de Quirós (1892-1938)                                 | Manuel Méndez de Vigo y Bernaldo de Quirós (1892-1938)                                 | Manuel Méndez de Vigo y Bernaldo de Quirós (1892-1938)                                 | Manuel Méndez de Vigo y Bernaldo de Quirós (1892-1938)                                 | Manuel Méndez de Vigo y Bernaldo de Quirós (1892-1938)                                 | Manuel Méndez de Vigo y Bernaldo de Quirós (1892-1938)                                 |                                   |                                   |                                   |                                   |  |  |  |  |  |  |  |  |  |  |  |  |  |  |  |  |  |  |  |  |
|                                                                          |                                                                          | Juan de Borbón, infante de España, conde de Barcelona (1913-1993)        | Juan de Borbón, infante de España, conde de Barcelona (1913-1993)        | Juan de Borbón, infante de España, conde de Barcelona (1913-1993)        | Juan de Borbón, infante de España, conde de Barcelona (1913-1993)        | Juan de Borbón, infante de España, conde de Barcelona (1913-1993) | Juan de Borbón, infante de España, conde de Barcelona (1913-1993) | | | | | | |  |  |                                                                             |                                                                             |                                                                             |                                                                             |                                                                             |                                                                             |  |  | | | | | | |                                                                  |                                                                  | Francisco Javier Méndez de Vigo y del Arco iii marqués de Atarfe (1920-2013)           | Francisco Javier Méndez de Vigo y del Arco iii marqués de Atarfe (1920-2013)           | Francisco Javier Méndez de Vigo y del Arco iii marqués de Atarfe (1920-2013)           | Francisco Javier Méndez de Vigo y del Arco iii marqués de Atarfe (1920-2013)           | Francisco Javier Méndez de Vigo y del Arco iii marqués de Atarfe (1920-2013)           | Francisco Javier Méndez de Vigo y del Arco iii marqués de Atarfe (1920-2013)           |                                   |                                   |                                   |                                   |  |  |  |  |  |  |  |  |  |  |  |  |  |  |  |  |  |  |  |  |
|                                                                          |                                                                          | Juan de Borbón, infante de España, conde de Barcelona (1913-1993)        | Juan de Borbón, infante de España, conde de Barcelona (1913-1993)        | Juan de Borbón, infante de España, conde de Barcelona (1913-1993)        | Juan de Borbón, infante de España, conde de Barcelona (1913-1993)        | Juan de Borbón, infante de España, conde de Barcelona (1913-1993) | Juan de Borbón, infante de España, conde de Barcelona (1913-1993) | | | | | | |  |  |                                                                             |                                                                             |                                                                             |                                                                             |                                                                             |                                                                             |  |  | | | | | | |                                                                  |                                                                  | Francisco Javier Méndez de Vigo y del Arco iii marqués de Atarfe (1920-2013)           | Francisco Javier Méndez de Vigo y del Arco iii marqués de Atarfe (1920-2013)           | Francisco Javier Méndez de Vigo y del Arco iii marqués de Atarfe (1920-2013)           | Francisco Javier Méndez de Vigo y del Arco iii marqués de Atarfe (1920-2013)           | Francisco Javier Méndez de Vigo y del Arco iii marqués de Atarfe (1920-2013)           | Francisco Javier Méndez de Vigo y del Arco iii marqués de Atarfe (1920-2013)           |                                   |                                   |                                   |                                   |  |  |  |  |  |  |  |  |  |  |  |  |  |  |  |  |  |  |  |  |
|                                                                          |                                                                          |                                                                          |                                                                          |                                                                          |                                                                          |                                                                   |                                                                   | | | | | | |  |  |                                                                             |                                                                             |                                                                             |                                                                             |                                                                             |                                                                             |  |  | | | | | | |                                                                  |                                                                  |                                                                                        |                                                                                        |                                                                                        |                                                                                        |                                                                                        |                                                                                        |                                   |                                   |                                   |                                   |  |  |  |  |  |  |  |  |  |  |  |  |  |  |  |  |  |  |  |  |
| Juan Carlos I de España (n. 1938) Con sucesión en la casa real española. | Juan Carlos I de España (n. 1938) Con sucesión en la casa real española. | Juan Carlos I de España (n. 1938) Con sucesión en la casa real española. | Juan Carlos I de España (n. 1938) Con sucesión en la casa real española. | Juan Carlos I de España (n. 1938) Con sucesión en la casa real española. | Juan Carlos I de España (n. 1938) Con sucesión en la casa real española. |                                                                   |                                                                   | Margarita de Borbón y Borbón-Dos Sicilias, infanta de España, duquesa de Soria, ii duquesa de Hernani (n. 1939) | Margarita de Borbón y Borbón-Dos Sicilias, infanta de España, duquesa de Soria, ii duquesa de Hernani (n. 1939) | Margarita de Borbón y Borbón-Dos Sicilias, infanta de España, duquesa de Soria, ii duquesa de Hernani (n. 1939) | Margarita de Borbón y Borbón-Dos Sicilias, infanta de España, duquesa de Soria, ii duquesa de Hernani (n. 1939) | Margarita de Borbón y Borbón-Dos Sicilias, infanta de España, duquesa de Soria, ii duquesa de Hernani (n. 1939) | Margarita de Borbón y Borbón-Dos Sicilias, infanta de España, duquesa de Soria, ii duquesa de Hernani (n. 1939) |  |  |                                                                             |                                                                             |                                                                             |                                                                             |                                                                             |                                                                             |  |  | | | | | | |                                                                  |                                                                  | Francisco Javier Mendez de Vigo y Pérez-Seoane (1950-2010)                             | Francisco Javier Mendez de Vigo y Pérez-Seoane (1950-2010)                             | Francisco Javier Mendez de Vigo y Pérez-Seoane (1950-2010)                             | Francisco Javier Mendez de Vigo y Pérez-Seoane (1950-2010)                             | Francisco Javier Mendez de Vigo y Pérez-Seoane (1950-2010)                             | Francisco Javier Mendez de Vigo y Pérez-Seoane (1950-2010)                             |                                   |                                   |                                   |                                   |  |  |  |  |  |  |  |  |  |  |  |  |  |  |  |  |  |  |  |  |
| Juan Carlos I de España (n. 1938) Con sucesión en la casa real española. | Juan Carlos I de España (n. 1938) Con sucesión en la casa real española. | Juan Carlos I de España (n. 1938) Con sucesión en la casa real española. | Juan Carlos I de España (n. 1938) Con sucesión en la casa real española. | Juan Carlos I de España (n. 1938) Con sucesión en la casa real española. | Juan Carlos I de España (n. 1938) Con sucesión en la casa real española. |                                                                   |                                                                   | Margarita de Borbón y Borbón-Dos Sicilias, infanta de España, duquesa de Soria, ii duquesa de Hernani (n. 1939) | Margarita de Borbón y Borbón-Dos Sicilias, infanta de España, duquesa de Soria, ii duquesa de Hernani (n. 1939) | Margarita de Borbón y Borbón-Dos Sicilias, infanta de España, duquesa de Soria, ii duquesa de Hernani (n. 1939) | Margarita de Borbón y Borbón-Dos Sicilias, infanta de España, duquesa de Soria, ii duquesa de Hernani (n. 1939) | Margarita de Borbón y Borbón-Dos Sicilias, infanta de España, duquesa de Soria, ii duquesa de Hernani (n. 1939) | Margarita de Borbón y Borbón-Dos Sicilias, infanta de España, duquesa de Soria, ii duquesa de Hernani (n. 1939) |  |  |                                                                             |                                                                             |                                                                             |                                                                             |                                                                             |                                                                             |  |  | | | | | | |                                                                  |                                                                  | Francisco Javier Mendez de Vigo y Pérez-Seoane (1950-2010)                             | Francisco Javier Mendez de Vigo y Pérez-Seoane (1950-2010)                             | Francisco Javier Mendez de Vigo y Pérez-Seoane (1950-2010)                             | Francisco Javier Mendez de Vigo y Pérez-Seoane (1950-2010)                             | Francisco Javier Mendez de Vigo y Pérez-Seoane (1950-2010)                             | Francisco Javier Mendez de Vigo y Pérez-Seoane (1950-2010)                             |                                   |                                   |                                   |                                   |  |  |  |  |  |  |  |  |  |  |  |  |  |  |  |  |  |  |  |  |
|                                                                          |                                                                          |                                                                          |                                                                          |                                                                          |                                                                          |                                                                   |                                                                   | Alfonso Zurita y Borbón (n. 1973)                                                                               | Alfonso Zurita y Borbón (n. 1973)                                                                               | Alfonso Zurita y Borbón (n. 1973)                                                                               | Alfonso Zurita y Borbón (n. 1973)                                                                               | Alfonso Zurita y Borbón (n. 1973)                                                                               | Alfonso Zurita y Borbón (n. 1973)                                                                               |  |  |                                                                             |                                                                             |                                                                             |                                                                             |                                                                             |                                                                             |  |  | | | | | | |                                                                  |                                                                  | Francisco Javier Mendez de Vigo y Mendes de Vasconcelos v marqués de Atarfe, (n. 1988) | Francisco Javier Mendez de Vigo y Mendes de Vasconcelos v marqués de Atarfe, (n. 1988) | Francisco Javier Mendez de Vigo y Mendes de Vasconcelos v marqués de Atarfe, (n. 1988) | Francisco Javier Mendez de Vigo y Mendes de Vasconcelos v marqués de Atarfe, (n. 1988) | Francisco Javier Mendez de Vigo y Mendes de Vasconcelos v marqués de Atarfe, (n. 1988) | Francisco Javier Mendez de Vigo y Mendes de Vasconcelos v marqués de Atarfe, (n. 1988) |                                   |                                   |                                   |                                   |  |  |  |  |  |  |  |  |  |  |  |  |  |  |  |  |  |  |  |  |